# 王瑞 (1969年)
王瑞（1969年1月—），安徽合肥人，中共党员，浙江音乐学院院长。

## 生平
1992年毕业于安徽师范大学音乐系。历任上海音乐学院研究生部副主任、教务处副处长、党委办公室主任、学科规划建设办公室主任，上海音乐学院党委副书记、副院长。2018年1月，当选第十三届上海市政协委员。2019年9月，任浙江音乐学院院长、党委副书记。2023年1月，当选第十三届浙江省政协委员。

## 学术贡献
主要从事音乐分析、中国近现代音乐史和学科建设研究工作。担任《中国歌剧学科体系构建与研究》、《“音乐与舞蹈学”国际学科评估指标体系研究》首席专家。

## 社会兼职
全国高校美育教学指导委员会委员，中国音乐家协会理事，浙江省音乐家协会副主席，浙江省文艺评论家协会副主席，《音乐文化研究》主编。